# Meteorium nigrescens
Meteorium nigrescens là một loài Rêu trong họ Meteoriaceae. Loài này được (Sw. ex Hedw.) Dozy & Molk. miêu tả khoa học đầu tiên năm 1846.